# Eiga HappinessCharge Pretty Cure! - Ningyō no Kuni no ballerina
Eiga HappinessCharge Pretty Cure! - Ningyō no Kuni no ballerina (映画 ハピネスチャージプリキュア！ 人形の国のバレリーナ?, Eiga Hapinesu Chāji Purikyua! Ningyō no Kuni no barerīna, Eiga HappinessCharge Precure! Ningyō no Kuni no ballerina, lett. "HappinessCharge Pretty Cure! - Il film: La ballerina del Regno delle Bambole") è un film del 2014 diretto da Chiaki Kon.
È il diciassettesimo film d'animazione tratto dal franchise Pretty Cure di Izumi Tōdō e l'unico relativo all'undicesima serie HappinessCharge Pretty Cure!.

## Trama
Sventato il pericolo di un Saiark nella città di Funabashi, Megumi, Hime, Yuko e Iona notano, nell'atto di riordinare il materiale di scena di una rappresentazione fatta con le bambole all'asilo di Pikarigaoka, una bambola mai vista prima che si mette a parlare, dicendo loro di chiamarsi Tsumugi e di essere venuta dal Regno delle Bambole per chiedere aiuto alle Pretty Cure contro i Saiark che minacciano anche il suo regno. A destinazione, Tsumugi assume forma umana e le Pretty Cure incontrano il principe Zeke, del quale Hime s'innamora, ignare di essere cadute in una trappola; vengono, infatti, presto separate e costrette a combattere da sole, mentre Seiji, Ribbon, Glasan e Blue fatti prigionieri. Durante la battaglia, Tsumugi dice a Cure Lovely che non può rendere tutti felici come vuole, svelandole che lei e gli altri abitanti sono in combutta con il nemico. Le racconta inoltre che il suo sogno è sempre stato quello di fare la ballerina, ma che non c'è riuscita a causa di un problema ai piedi che l'ha costretta su una sedia a rotelle e ha trovato conforto soltanto in Black Fang, il quale ha creato per lei il mondo fantastico che è il Regno delle Bambole, dove i suoi giocattoli preferiti hanno preso vita e lei può danzare liberamente, a patto, però, che le Pretty Cure non lo avessero sconfitto, altrimenti quel mondo sarebbe sparito e lei sarebbe tornata alla solitudine del mondo reale. Black Fang avverte la presenza delle Leggendarie Guerriere e si presenta loro, catturando anche la stessa Tsumugi, che infine si rende conto di essere stata ingannata per tutto il tempo e riconosce la sincerità e la generosità delle Pretty Cure. Nel tentativo di fermare Black Fang dall'accrescere enormemente il suo potere, la Miracle Dress Light e lo Shining Make Dresser donano l'energia necessaria a Cure Lovely per trasformarsi in Super Happiness Lovely e unirsi alle altre Pretty Cure per sconfiggerlo. La maledizione che bloccava i piedi di Tsumugi viene così sciolta e la bambina si risveglia a letto nella sua cameretta, con accanto la bambola del principe Zeke, che stringe a sé in segno di ringraziamento verso Megumi non solo per averla salvata, ma anche per averla resa più altruista e responsabile. Libera di poter tornare a camminare, Tsumugi partecipa a un saggio di danza a cui assistono sia i genitori che le amiche, ma anche Megumi e le altre.

## Personaggi esclusivi del film
Tsumugi (つむぎ?, Tsumugi)
È una bambina che è costretta sulla sedia a rotelle. Il suo cognome è Orihara (織原?, Orihara). Sin da piccola ha sempre voluto diventare una ballerina, ma il suo sogno si è infranto a causa di un problema ai piedi. Invano le sue amiche hanno cercato di confortarla, che per disperazione lei ha trattato freddamente, portandosi alla solitudine. Grazie al mondo creato apposta per lei da Black Fang, però, vede il suo sogno realizzato, ignara che sia tutto un inganno. Quando lo scopre, passa dalla parte delle Pretty Cure, aiutandole a sconfiggere il nemico. Successivamente, sciolta la maledizione di Black Fang che le impediva di muovere i piedi, torna a danzare nel mondo reale.
Principe Zeke (ジーク王子?, Jīku ōji)
Il principe del Regno delle Bambole, lui e i suoi sudditi vogliono tutti bene a Tsumugi e desiderano che sia felice. Hime si prende una cotta per lui. Nel mondo reale è uno dei pupazzi di Tsumugi.
Black Fang (ブラックファング?, Burakku Fangu)
È un ambizioso generale dell'Impero Fantasma che vuole superare Queen Mirage in magnificenza. Ha un carattere perfido e subdolo. Con il solo scopo di acquisire potere, ha plagiato Tsumugi e ha creato un mondo fantastico dove i giocattoli preferiti dalla piccola avessero vita e dove la bambina potesse danzare liberamente. Una volta scoperto, confessa ai presenti di essere stato lui a paralizzare i piedi della bambina, che ha poi diretto secondo i propri scopi. Nella sua forma umana è vestito come un arlecchino, ma nella battaglia finale assume l'aspetto di uno stemma con le ali da pipistrello che guida un automa da lotta fatto di energia. Viene sconfitto da Super Happiness Lovely e la maledizione che aveva lanciato sui piedi di Tsumugi viene sciolta.
Funassyi (ふなっしー?, Funasshī)
Un pupazzo a forma di pera gialla, è la mascotte della città di Funabashi.

## Oggetti magici
Miracle Dress Light (ミラクルドレスライト?, Mirakuru Doresu Raito)
È una piccola torcia con l'estremità di cristallo a forma di cuore con un abito bianco che proietta un fascio di luce. Trasforma il coraggio in un nuovo potere per le Pretty Cure, consentendo a Cure Lovely di trasformarsi in Super Happiness Lovely.
In Giappone, quando è uscito il film, le Miracle Dress Light sono state realmente distribuite al pubblico nelle sale, difatti all'inizio del lungometraggio Glasan spiega come utilizzarla per incitare le Pretty Cure durante la visione.

## Trasformazioni e attacchi
- Fortune Galaxian Meteor (フォーチュン・ギャラクシアンメテオ?, Fōchun Gyarakushian Meteo): è l'attacco di Cure Fortune. Con il Fortune Tambourine, girando su se stessa, genera una tempesta di stelle viola che colpiscono il nemico.
- Fortune Tambourine Ring (フォーチュン・タンバリンリング?, Fōchun Tanbarin Ringu): è l'attacco di Cure Fortune con il Fortune Tambourine. La Pretty Cure, agitando il tamburello, genera un grande anello a forma di stella che, lanciato contro, immobilizza il nemico.

- Fortune Thunder Volt (フォーチュン・サンダーボルト?, Fōchun Sandā Boruto): è l'attacco di Cure Fortune. Con il Fortune Tambourine, crea una stella carica di fulmini che colpisce il nemico.
- Trasformazione (Super Happiness (スーパーハピネス?, Sūpā Hapinesu)): Cure Lovely si trasforma in Super Happiness Lovely grazie allo Shining Make Dresser e al supporto della Miracle Dress Light.

- Miracle Love Motion (ミラクルラブ・モーション?, Mirakuru Rabu Mōshon): è l'attacco di Super Happiness Lovely. Aiutata dall'energia delle altre guerriere, la Pretty Cure genera una barriera a forma di cuore con cui respinge l'attacco avversario e successivamente insieme alle altre si scaglia contro il nemico, travolgendolo.

## Luoghi
Regno delle Bambole (ドール王国?, Dōru Ōkoku)
È il mondo creato da Black Fang per plagiare Tsumugi. È un luogo dove i giocattoli preferiti dalla piccola hanno vita e dove la bambina può danzare liberamente a differenza del mondo reale.

## Colonna sonora
| Nº | Titolo CD | Numero tracce | Data uscita     |
| -- | --- | ------------- | --------------- |
| 1  | Yūki ga umareru basho (勇気が生まれる場所?) | 4             | 8 ottobre 2014  |
| 2  | Eiga HappinessCharge Precure! - Ningyō no Kuni no ballerina - Original Soundtrack (映画 ハピネスチャージプリキュア！ 人形の国のバレリーナ オリジナル・サウンドトラック?) | 32            | 8 ottobre 2014  |
| 3  | Precure eiga shudaika Collection 3 (プリキュア映画主題歌コレクション３?)                                                                                                 | 26            | 31 ottobre 2018 |

### Sigle
La sigla originale di apertura è composta da Yasuo Kosugi con il testo di Kumiko Aoki, mentre quella di chiusura da Hizashi con il testo di Natsumi Tadano.
Sigla di apertura
- HappinessCharge Precure! WOW! (ハピネスチャージプリキュア！ＷＯＷ！?), cantata da Sayaka Nakaya

Sigla di chiusura
- Party Has Come (パーティ ハズカム?), cantata da Hitomi Yoshida

## Distribuzione
Il film è stato proiettato per la prima volta nelle sale cinematografiche giapponesi l'11 ottobre 2014. Il DVD e il Blu-ray sono usciti il 18 marzo 2015.
I primi cinque minuti del lungometraggio sono stati presentati in esclusiva sul sito di Yahoo! Japan quattro giorni prima dell'uscita nelle sale, il 7 ottobre 2014, mentre un giorno prima il sito web Niconico ha trasmesso in diretta streaming un programma di promozione con tre delle doppiatrici delle Pretty Cure, Megumi Nakajima, Megumi Han e Rina Kitagawa.

## Accoglienza
Nel primo fine settimana di proiezione, il film si è classificato al quinto posto nel box office giapponese, guadagnando 100.389.600 yen su un totale di 85.396 biglietti venduti, meno della metà rispetto al film della serie dell'anno precedente, Eiga Dokidoki! Pretty Cure - Mana kekkon!!? Mirai ni tsunagu kibō no dress. L'incasso totale è di 530 milioni di yen circa.

## Altri adattamenti
Un adattamento in cartaceo del film è stato pubblicato da Kōdansha il 10 ottobre 2014 con ISBN 978-4-06-344604-3.